# Waldeck (Turingia)
Waldeck è un comune tedesco di 223 abitanti, situata nel Land della Turingia.
Appartiene al circondario della Saale-Holzland ed è amministrato dal comune amministratore (Erfüllende Gemeinde) di Bad Klosterlausnitz.